# 900 North Michigan
900 North Michigan es un rascacielos ubicado en Chicago (Estados Unidos) y completado en 1989. Con 265 m de altura, es actualmente uno de los diez edificios más altos de Chicago y uno de los 50 más altos de los Estados Unidos. La torre fue desarrollada por Urban Retail Properties en 1988 como una hermana más lujosa de la Water Tower Place, a una manzana al sureste, y fue el segundo centro comercial vertical construido a lo largo de la Magnificent Mile.
El edificio es característico por un gran y lujoso centro comercial llamado 900 North Michigan Shops. Bloomingdale's ocupa la parte posterior de su amplio atrio de seis pisos, con otras tiendas de lujo y restaurantes que llenan los espacios restantes. Por esta razón, se le conoce comúnmente como el "Bloomingdale's Building". El centro comercial abrió con Henri Bendel como arrendatario. El diseño de la zona de venta refleja las lecciones aprendidas en Water Tower Place; la colocación de Bloomingdale's en la parte trasera hace que los compradores tengan que circular a través de todo el centro comercial, creando un espacio alquilable con valiosas fachadas en Michigan Avenue, mientras que la disposición de las escaleras mecánicas en paralelo, en lugar de en zig-zags, dirige el tráfico peatonal por más tiendas.
Las oficinas originalmente ocupaban los pisos 8-29 y 21-29, pero estas plantas se convirtieron en residencias en 2007, dejando a las oficinas en los pisos 8-20. Un lujoso Four Seasons Hotel ocupa los pisos medios (30-46) de la torre. Los pisos 47-66 son parte del 132 East Delaware Residences, 106 condominios que eran parte del plan edificio original. Un gran párking de 12 pisos, con tiendas en la planta baja y una clínica médica en lo más alto, ocupa la parte posterior del edificio, frente a Rush Street.
El exterior del edificio está revestido de piedra caliza y vidrio verde que refleja la luz. El edificio tiene un esqueleto de acero sobre el que se construyó una estructura de hormigón en los pisos superiores. Debido a que los materiales de construcción cambiaron, las grúas que se utilizaron para trabajar en las plantas inferiores no podían ser usadas para la sección de hormigón, por lo que se tuvieron que erigir nuevas grúas para completar el edificio. Cuatro "linternas" ubicadas en lo más alto de la estructura le dan al edificio una presencia distintiva en el skyline. Cambian de color en Navidad.